# Departamento de Rosario de Lerma
Departamento de Rosario de Lerma är en kommun i Argentina.   Den ligger i provinsen Salta, i den norra delen av landet, 1 300 km nordväst om huvudstaden Buenos Aires. Antalet invånare är 21 592.
Trakten runt Departamento de Rosario de Lerma är ofruktbar med lite eller ingen växtlighet. Runt Departamento de Rosario de Lerma är det mycket glesbefolkat, med 7 invånare per kvadratkilometer.